# Haus Avis

Wappen des Hauses Avis

Stammtafel des Hauses Avis

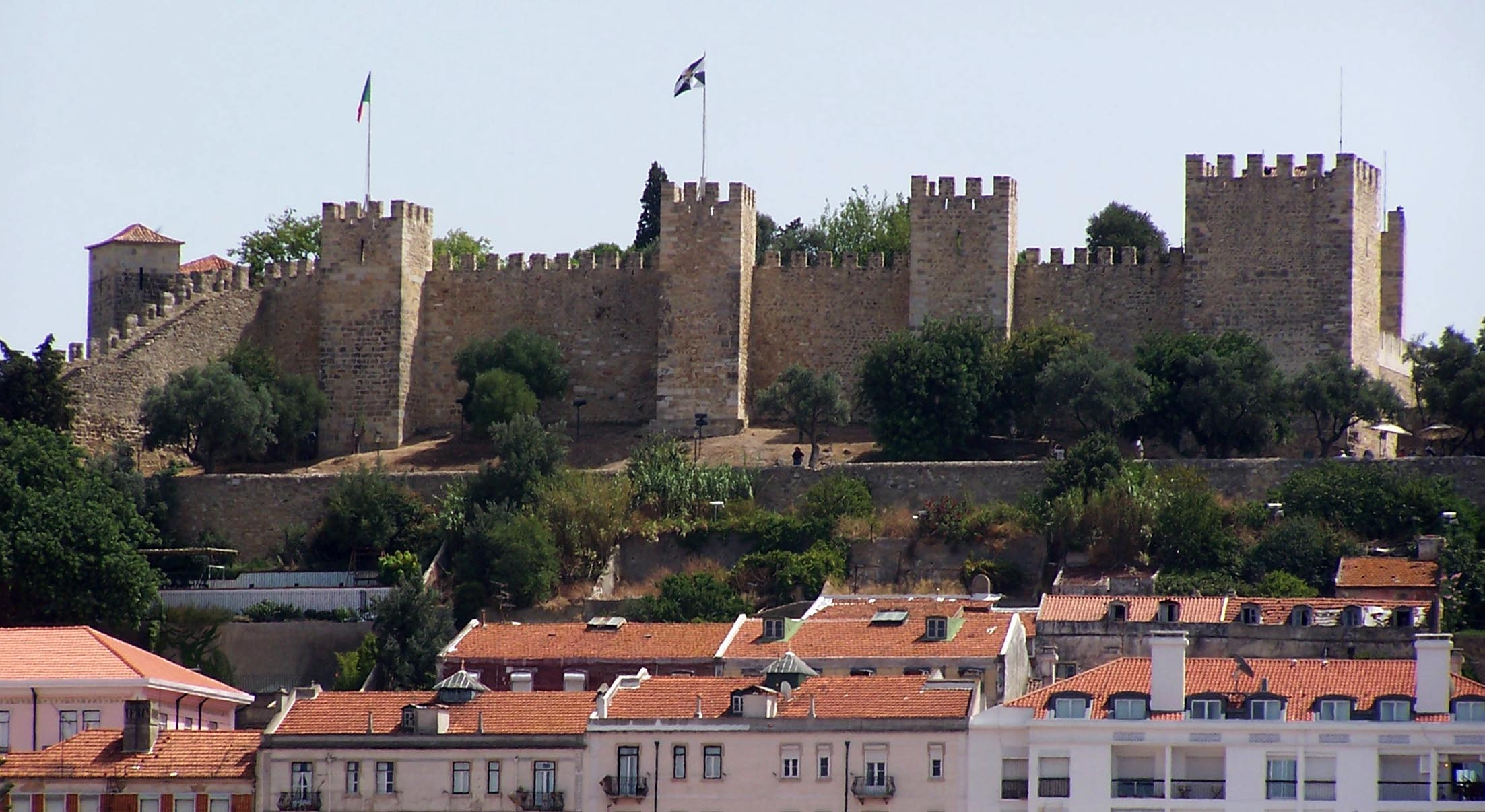
Castelo de São Jorge, Lissabon

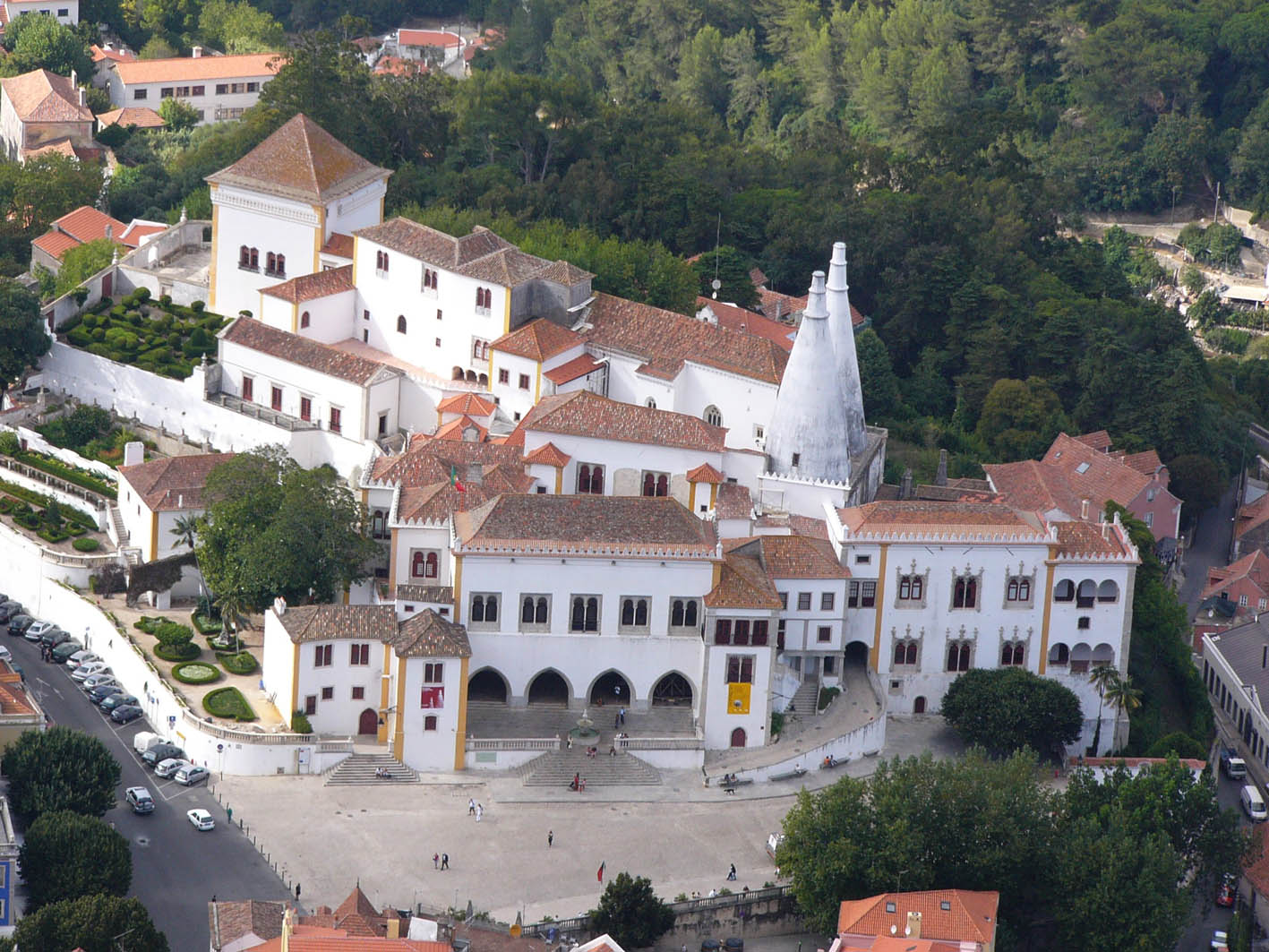
Der Palácio Real de Sintra, einst ein maurisches Alcázar, umgebaut im 15./16. Jh.

Das Haus Avis (port. Aviz [ɐˈviʃ]) war die zweite portugiesische Königsdynastie und regierte Portugal von 1383 bis 1580. Der Name geht auf den Ort Avis zurück, Sitz des Ritterordens von Avis, dessen Großmeister der Dynastiegründer Johann I. (port.: Dom João I.) war. Die Dynastie wurde – in Abgrenzung zu ihren Vorgängern – gelegentlich auch als „unechte burgundische Dynastie“ bezeichnet.

## Erbfolgestreit 1383
1383 starb mit König Ferdinand I. die Dynastie der portugiesischen Burgunderherrscher in direkter männlicher Linie aus (diese waren ein Zweig der Herzöge von Burgund aus dem französischen Königshaus der Kapetinger). Da der König keinen Sohn hatte, sollte Portugal über seine Erbtochter Beatrix, die mit dem König Johann I. von Kastilien verheiratet war, an Kastilien fallen. In der Revolution von 1383 begehrte das Land gegen den Anschluss an Kastilien auf. Johann von Avis, ein unehelicher Sohn König Peters I. († 1367) und damit ein Halbbruder Ferdinands I., setzte sich an die Spitze des Aufstands. Im April 1385 wurde er schließlich von den portugiesischen Cortes  als Johann I. zum König erhoben und konnte seine Herrschaft sichern, nachdem er Kastilien in der Schlacht von Aljubarrota im August 1385 eine entscheidende Niederlage hatte beibringen können.

## Herrschaftszeit
Die von Johann I. begründete Dynastie beherrschte Portugal bis zum Jahr 1580. In ihre Herrschaft fiel das goldene Zeitalter des Landes, als sich Portugal zu einem der bedeutendsten und mächtigsten Staaten der Erde entwickelte und auch kulturell eine Blüte erlebte (besonders während der Herrschaft von Emanuel I. (Manuel I.), vgl. auch Emanuelstil). 1580 starb mit Kardinal Heinrich der letzte Herrscher aus dem Haus Avis ohne Erben. Zwar versuchte zunächst António von Crato, ein nichtehelicher Abkömmling des Hauses, nach der Königswürde zu greifen. Er scheiterte jedoch und konnte nicht verhindern, dass der portugiesische Thron für einige Zeit an die spanischen Habsburger fiel. Erst ab 1640 hatte Portugal mit dem Hause Braganza, das sich in nichtehelicher Linie ebenfalls auf Johann von Avis zurückführte, wieder eigene Könige.